# Andrew Dalby
Andrew Dalby (Liverpool, 13 giugno 1947) è un linguista, traduttore e storico britannico, autore di diverse pubblicazioni su vari argomenti, fra cui: storia del cibo, linguistica, testi classici e anche Wikipedia.

## Biografia
Nato a Liverpool nel 1947, ha studiato latino, francese e greco presso la Bristol Grammar School e l'Università di Cambridge. In quest'ultima ha studiato, inoltre, linguistica e lingue romanze, laureandosi nel 1970.
Ha lavorato per quindici anni alla Cambridge University Library, specializzandosi sul Sud-est asiatico.
Fra il 1982 e il 1983 ha collaborato con Sao Saimong nella catalogazione della Collezione Scott di manoscritti e documenti provenienti dalla Birmania (soprattutto dallo Shan) e dall'Indocina. Dalby ha, inoltre, pubblicato una biografia del funzionario coloniale ed esploratore James George Scott, iniziatore della collezione. A questo scopo è tornato a Cambridge per prendere lezioni di sanscrito, hindi e pāli, mentre ha studiato birmano e thailandese a Londra.
Qui contribuì alla creazione della libreria del Regent's College e al rinnovo della libreria presso London House (Goodenough College). Fu anche bibliotecario onorario dell'Institute of Linguists per il cui giornale, The Linguist, scrive regolarmente.
Il suo dottorato part time al Birkbeck College di Londra in storia antica (1987-93), gli permise di migliorare il suo latino e greco. Il suo Dictionary of Languages fu pubblicato nel 1998. Nel 2002 pubblicò Language in Danger, sull'estinzione delle lingue e la minaccia di un futuro monolingue.

## Ambito di ricerca

### I classici
Nel 2006 pubblica negli USA il libro Rediscovering Homer proponendo una sua versione della Teoria dell'origine siciliana dell'Odissea promulgata da Samuel Butler argomentando la tesi in modo più solido. Rafforzando l'ipotesi che il poeta fosse una donna, attraverso un'analisi comparata ed antropologica di come le donne conservano canzoni, storie e leggende popolari.

### La storia della gastronomia
Molti sono i suoi scritti sul cibo e la cucina. Il primo nel 1995, Siren Feasts, molto diffuso in Grecia, vinse un Runciman Award. Ha contribuito al giornale di Alan Davidson Petits Propos Culinaires ed in collaborazione con Sally Grainger ha scritto il The Classical Cookbook, raccolta di ricette antiche recuperate dall'apicio di Marco Gavio Apicio ed altre fonti romane e greche. Inoltre ha scritto Dangerous Tastes, sulla storia delle spezie, giudicato libro dell'anno 2001 dall'associazione Guild of Food Writers. Tra gli altri scritti ricordiamo il libro biografico Bacchus dove è presente una rivisitazione della storia di Prosimno e del prezzo richiesto per guidare Dioniso nell'Ade.

### Lo studio delle lingue
Nel libro Language in Danger: The Loss of Linguistic Diversity and the Threat to Our Future, si concentra sul declino e l'estinzione delle lingue dall'antichità all'era moderna. La perdita è dovuta all'emergere di grandi raggruppamenti politici centralizzati, la diffusione delle tecnologie di comunicazione e l'egemonia della lingua inglese. In esso descrive le lingue in pericolo e parla del significato della loro scomparsa, che stima si verifichi al ritmo di una ogni due settimane.
Egli afferma che il mondo è impoverito da ogni lingua persa perché rappresenta "le conoscenze locali e i modi di guardare alla condizione umana che muore con l'ultimo oratore". Usando come esempio l'ascesa del latino e le estinzioni che si sono verificate intorno al Mediterraneo in epoca classica, individua uno schema simile con l'irlandese, il gallese e varie lingue native americane e degli indigeni australiani che sono state bandite in favore della lingua inglese.
Contribuisce all'uso della lingua latina partecipando attivamente alle voci di Vicipaedia.

## Opere
- 1993: South East Asia: a guide to reference material
- 1995: Siren Feasts: a history of food and gastronomy in Greece
- 1996: The Classical Cookbook
- 1998: De agri cultura di Marco Porcio Catone (traduzione e commento)
- 1998: Dictionary of Languages
- 1998: Guide to World Language Dictionaries
- 2000: Empire of Pleasures: Luxury and Indulgence in the Roman World
- 2000: Dangerous Tastes: the story of spices
- 2002: Language in Danger; The Loss of Linguistic Diversity and the Threat to Our Future Columbia University 329 pagine[6]
- 2003: Flavours of Byzantium[7]
- 2003: Food in the ancient world from A to Z[8]
- 2005: Bacchus: a biography
- 2005: Venus: a biography
- 2006: Rediscovering Homer
- 2009: The World and Wikipedia
- 2009: Cheese: a global history
- 2010: Eleftherios Venizelos: Greece
- 2010: South East Asia: Prince Charoon and others
- 2010: Tastes of Byzantium: The Cuisine of a Legendary Empire
- 2011: Geoponika: farm work. A modern translation of the Roman and Byzantine farming handbook